# گالوم‌جاپیکس
گالوم‌جاپیکس اسمیگل (نام علمی: Gollumjapyx smeagol) حشره‌ای است که در غارهای ایالت کاستالون اسپانیا زیست دارد و از خانواده گونه‌ای از حشرات برون‌زیست است که در فضای باز زندگی می‌کنند، اما بر عکس این گونه، این حشره تمایل به زندگی ابدی در غارها دارد و تمام نشانه‌های یک حشره زیرزمینی را داراست، پوست بدون رنگدانه، شاخک‌های فوق العاده بلند، شش پا دارد و دو سانتیمتر است. این حشره را رسماً به افتخار تالکین، به نام شخصیت گالوم که او خلق کرد، گالوم جاپیکس اسمیگل نام نهاده‌اند.